# Тукарам

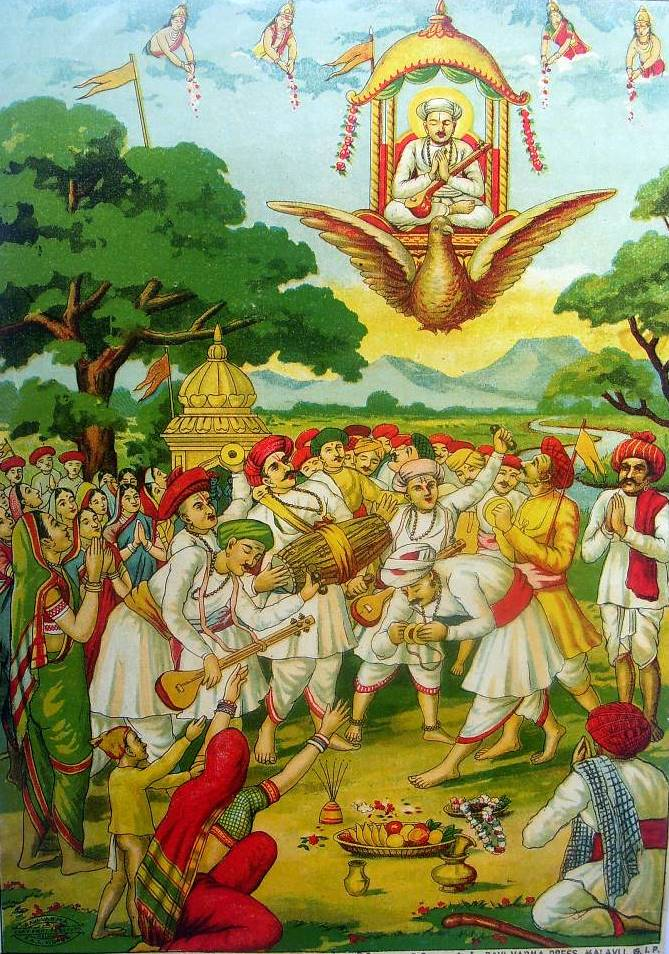
Тукарам возносится на Вайкунтху.

Тукара́м (1608—1650) — индуистский поэт-сант, писавший на языке маратхи. Тукарам родился и прожил большую часть своей жизни в Деху — городе в Махараштре, расположенном неподалёку от Пуны. Его родителей звали Болхоба и Канакай Морай. Однако, Тукарама практически не называют по его фамилии и в Индии он более всего известен как «Сант Тукарам». Не существует единого мнения о годе рождения Тукарама. Учёные дают различные возможные варианты: 1577, 1598, 1608 и 1609. В то же самое время относительно года его смерти нет практически никаких сомнений. Известно, что первую жену Тукарама звали Ракхумабай и что она умерла в ранней юности. Тукарам женился во второй раз на девушке по имени Джиджабай (также известной под именем Авали), которая родила ему трёх сыновей: Шанту, Витхобу и Нараяну.
Известно, что Тукарам был преданным Витхобы — одной из форм Кришны, поклонение которой широко распространено в Махараштре. Тукарам был продолжателем поэтической традиции маратхи, начало которой положил Намдев. В традиции варкари Тукарама и Намдева особо почитают наряду с другими индуистскими поэтами-святыми Джнянешваром, Джанабаем и Экнатхом. Основным источником информации о жизни этих святых являются труды Махипати — «Бхакти-виджая» и «Бхакти-лиламрита».
В ходе публичных дискуссий, Тукарам, согласно традиции, перемешивал свои выступления с декламацией поэзии. Тукарам затрагивал в своём творчестве много разных тем. Он подчёркивал, что истинным выражением религии была любовь людей к своим собратьям, а не ритуалистическое следование религиозным правилам и предписаниям и механическое изучение Вед. Тукараму приписывается авторство сборника из 4500 поэм (так называемых абханг) на древней форме языка маратхи. Он также является автором «Мантра-гиты» — перевода с санскрита на маратхи «Бхагавад-гиты» в духе традиции бхакти. Композиции Тукарама вошли в священную книгу сикхов — «Гуру Грантх Сахиб».
В 1936 году о жизни Тукарама был снят фильм под названием «Sant Tukaram». Фильм имел огромный успех в Индии и получил приз на 5-м Венецианском кинофестивале.